# F5D Skylancer
A Douglas F5D Skylancer az F4D Skyray repülőgéphordozó-fedélzeti vadászrepülőgép továbbfejlesztett változata volt, tervezését eredetileg F4D-2N típusjelzés alatt a Skyray minden időjárási körülmények között bevethető változataként kezdték meg, de a terveket hamarosan úgy módosították, hogy teljes mértékben kihasználhassák az eredetileg tervezett Westinghouse J40 helyett beépített Pratt & Whitney J57 hajtómű nagyobb tolóerejét.

## Tervezés és fejlesztés
Mivel az új kialakítás már túlzottan különbözött a Skyray-étől ahhoz, hogy csak annak egy alváltozatának lehessen tekinteni, a repülőgép az új F5D típusjelzést és a Skylancer nevet kapta. A sárkány szinte minden részét módosították, bár az alapvető elrendezés és a szárnyak formája is azonos maradt, de az utóbbiak sokkal vékonyabbak lettek. Megerősítették a szárnyak burkolatát, ezzel javítva egy, az F4D-nél kiderült típushibát. A törzs 2,4 méterrel hosszabb lett, és alkalmazták a transzszonikus ellenállást csökkentő területszabályt, amely a szárnyak szekciójában karcsúbb törzskialakítást jelentett. Az áttervezés során mindenekelőtt a légellenállás csökkentését és a nagy sebességű stabilitás növelését tartották szem előtt.
Bár a két szárnytőbe épített négy 20 mm-es gépágyút megtartották, a gép elsődleges fegyverzetének irányított vagy irányítatlan rakétákat szántak: négy AIM-9 Sidewinder vagy két AIM-7 Sparrow levegő-levegő irányított rakétát és/vagy irányítatlan 51 mm-es rakétablokkokat.
Kilenc tesztpéldányt rendeltek, amelyeket 51 db szériagép követett volna. A szériagépekbe az erősebb J57-P-14 hajtóművet építették volna be, míg a 2 Mach sebességre képes változatra vonatkozó javaslatot, amely a még erősebb General Electric J79 hajtóművel és változtatható geometriájú beömlőnyílásokkal készült volna, elutasították. 

## Alkalmazás
Az első felszállásra 1956. április 21-én került sor, amely során rögtön átlépték a hangsebességet. A repülőgép könnyen vezethetőnek bizonyult és kielégítő teljesítményt mutatott. Négy repülőgép megépítése után azonban a haditengerészet lemondta a megrendelését, hivatalosan azért, mert a típus túlságosan hasonlított a már megrendelt Vought F8U Crusaderhez, de egyes történészek úgy vélik, hogy politikai megfontolás volt a háttérben: mivel a haditengerészet által használt repülőgépek között már nagyon nagy volt a Douglas részesedése, ha megkapták volna az F5D-szerződést, még közelebb kerültek volna a monopolhelyzethez. A projekt tesztpilótája Alan B. Shepard korvettkapitány, aki későbbi űrhajós lett, a  jelentésében azt írta, hogy haditengerészetnek erre a repülőgépre nincs szüksége.

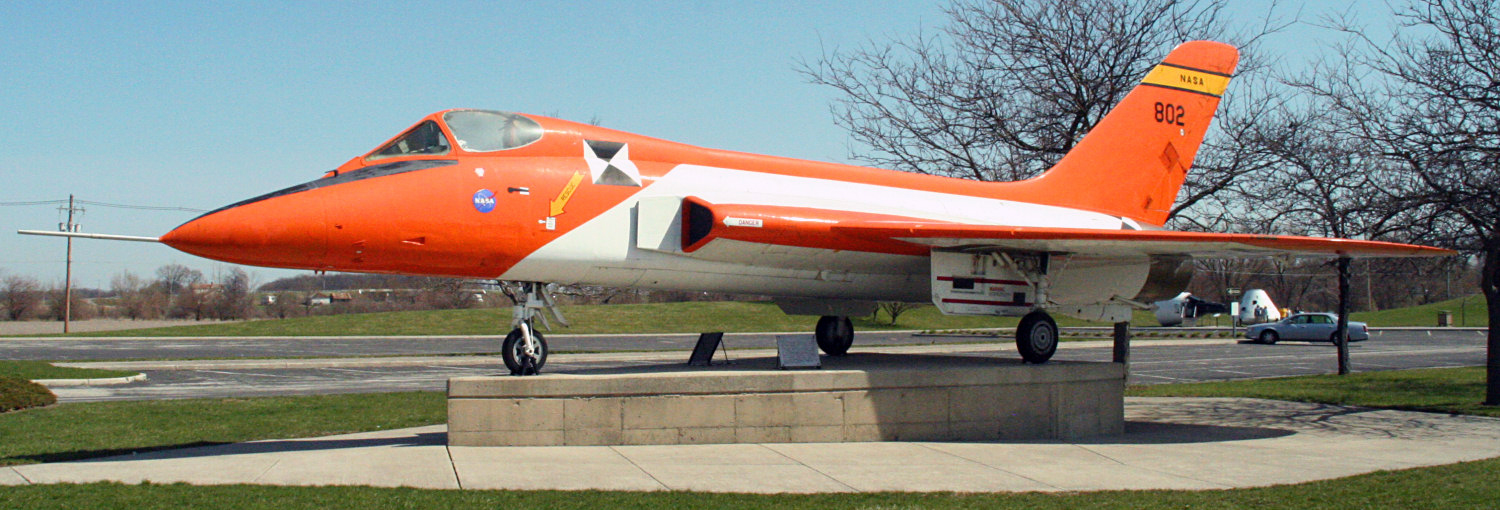
Neil Armstrong Skylancerje, az Armstrong Légi és Űrmúzeumban látható

### A NASA-nál
A négy repülőgép tovább repült különféle katonai tesztprogramokban. Kettőt 1961-ben leállítottak, de a másik kettő az 1960-as évek elején a NASA-hoz került: a 139208-as gyári számú F5D-1 a NASA 212, később NASA 708, a 142350-es gyári számú pedig a NASA 213, később NASA 802 azonosítójelzéssel tovább repült. Az egyiket az amerikai szuperszonikus utasszállító repülőgép kifejlesztésére irányuló program kísérleti repülőgépeként használták fel ívelt szárnnyal felszerelve (amilyet később a Concorde-on is használtak). A program során nyert adatokat az amerikaiak megosztották az európai tervezőkkel. Ezt a repülőgépet 1968-ban nyugdíjazták. A NASA 802-et használták az X–20 Dyna-Soar megszakítási eljárásainak szimulációjához, mert nagyon hasonló volt az alakja és a viselkedése. A DynaSoar törlését követően kísérőgépként és különböző más programokban használták, amíg nyugdíjba nem vonult 1970-ben.

## Fordítás
Ez a szócikk részben vagy egészben  a   Douglas F5D Skylancer című angol Wikipédia-szócikk ezen változatának fordításán alapul.  Az eredeti cikk szerkesztőit annak laptörténete sorolja fel. Ez a jelzés csupán a megfogalmazás eredetét és a szerzői jogokat jelzi, nem szolgál a cikkben szereplő információk forrásmegjelöléseként.